# 大锡乡
大锡乡，是中华人民共和国湖南省永州市江华瑶族自治县下辖的一个乡镇级行政单位。

## 行政区划
大锡乡下辖以下地区：
大中村、竹安村、龙安村、新安村、小锡村、明星村、山冲村、栗木村、茅坪村和高凉村。